# Johan Joachim Streng
Johan Joachim Streng, född 1707  (eller 1703) i Stockholm, död 1763 i Stockholm, var en svensk målare, skulptör och porträttmålare.
Johan Joachim Streng var autodidakt, möjligen gick han i lära hos Lorens Pasch den äldre. Han målade porträtt i olja, ibland även miniatyrer, som i regel är bättre än de något torra oljemålningarna.

## Representerad
- Nationalmuseum i Stockholm med en miniatyr av C. Brenner [5].
- Svenska Statens porträttsamling på Gripsholms slott[6].
- Hallwylska museet[7]
- Länsmuseet Gävleborg[8]
- Nordiska museet[9]
- Konstmuseet Sinebrychoff[10]

## Galleri

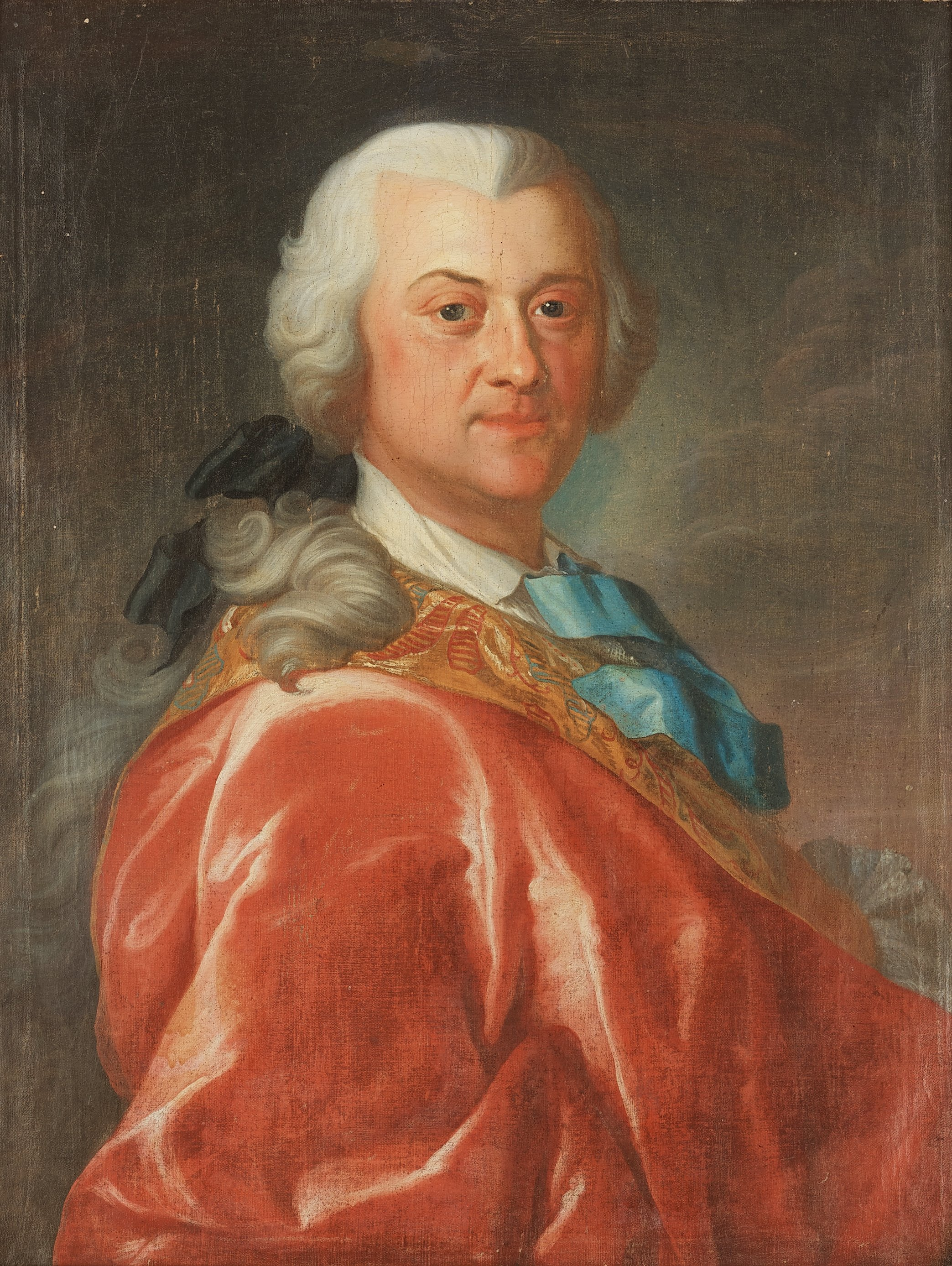
Carl Carleson (1703-1761), ämbetsman och författare, porträtt 1742.
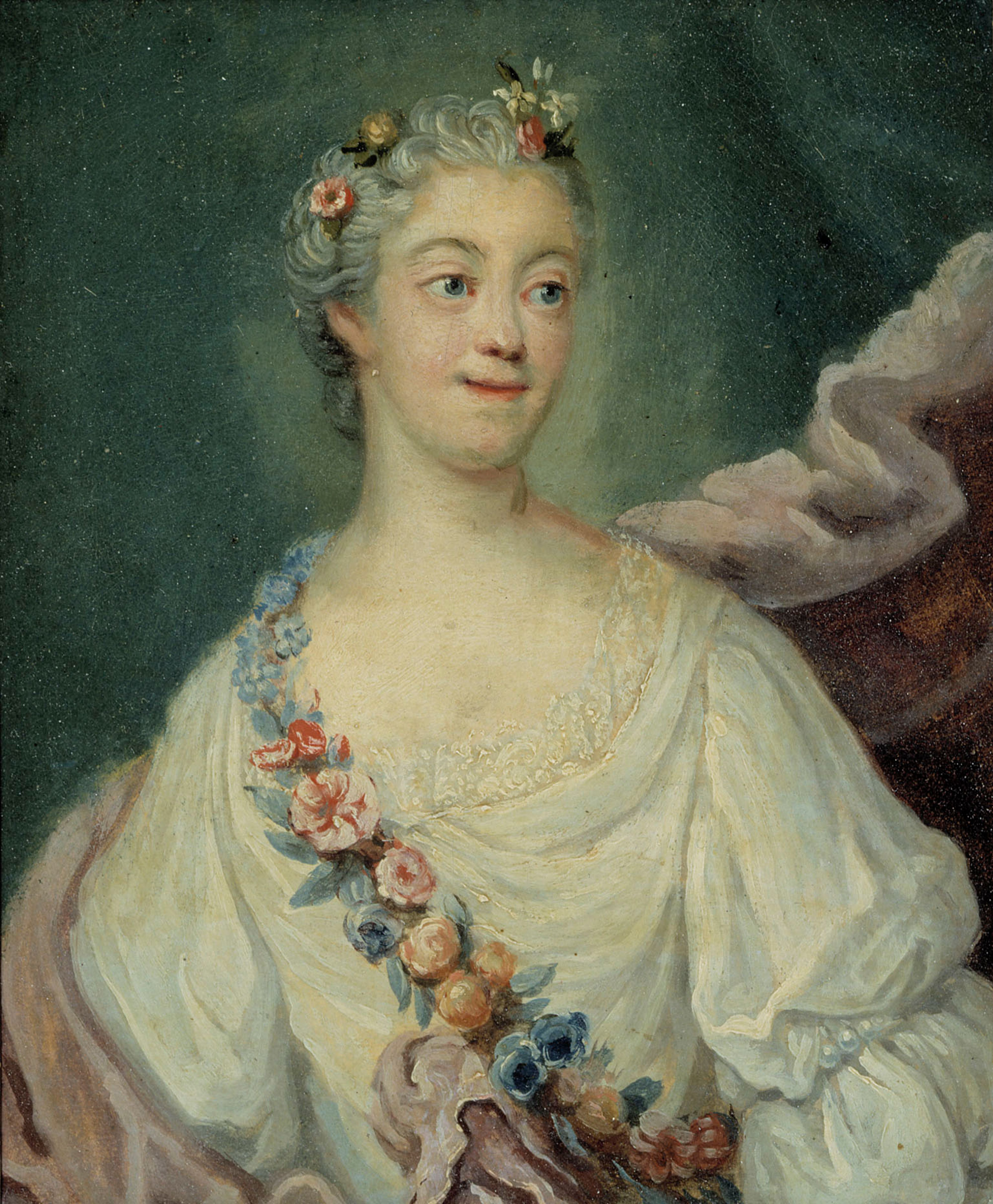
Ulrika Lovisa Tessin (Ulla Tessin), hustru till greve Carl Gustaf Tessin. Konstmuseet Sinebrychoff, Helsingfors.
Olof von Dalin (1708-1763), skald, prosaskriftställare. Nationalmuseum, Gripsholmssamlingen.
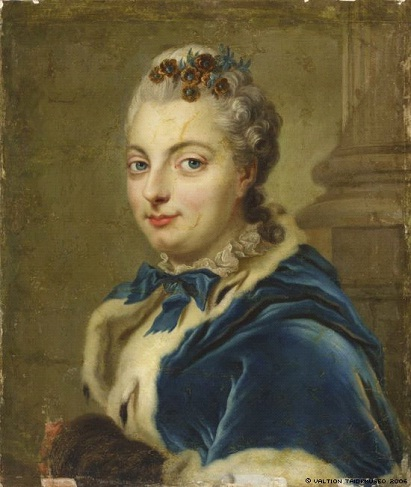
Charlotta Cedercreutz (1736-1815), hustru till friherre Georg Gustaf Wrangel, svensk konstnär, hovdam. Konstmuseet Sinebrychoff, Helsingfors.
Hedvig Adlersparre (1729-1815), hustru till översten Olof Tilas, porträtt 1747. Nationalmuseum, Stockholm.
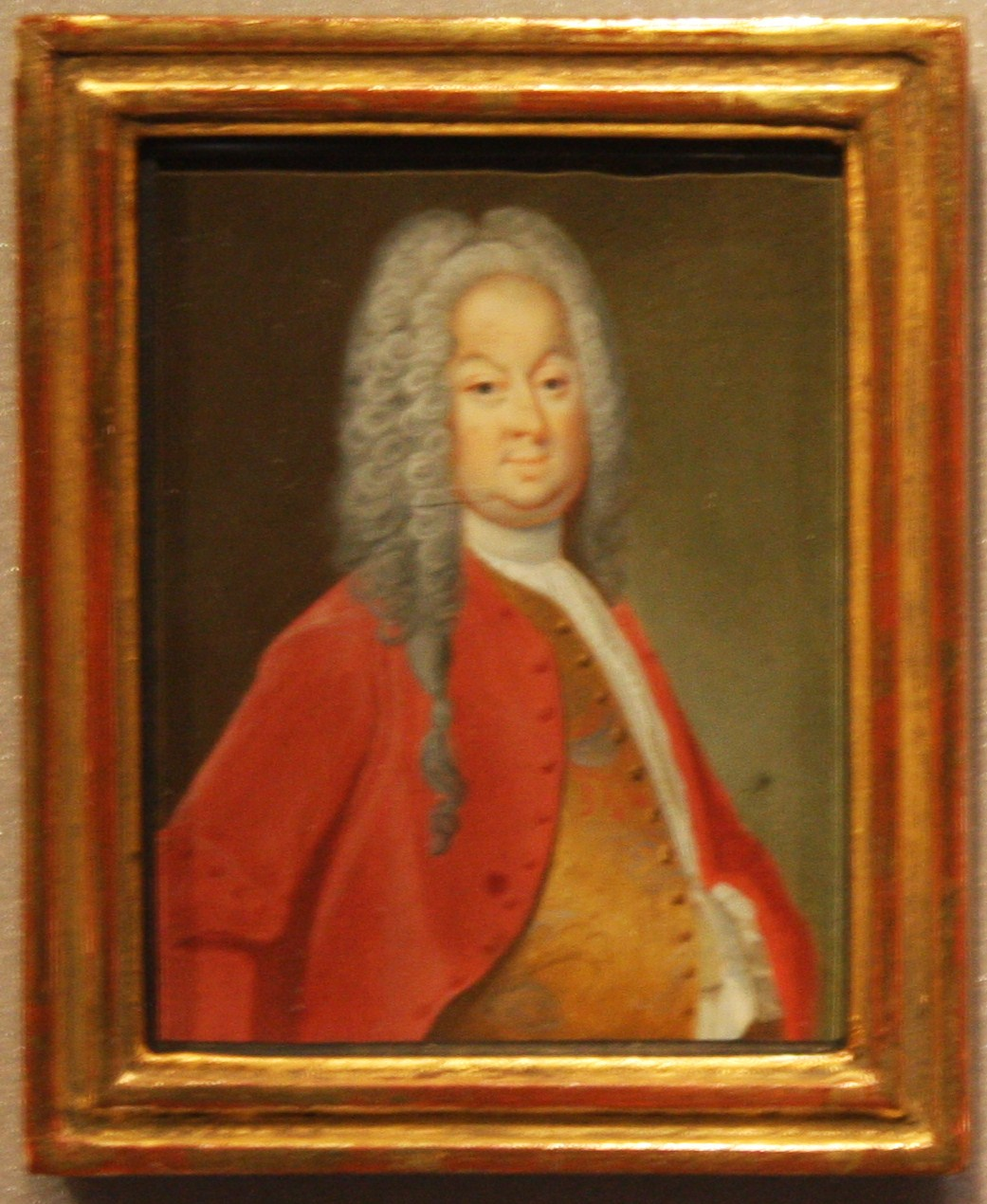
Johan Joachim Holler (1681-1741), riksbanksmäklare, troligen 1730-talet. Nationalmuseum, Stockholm.
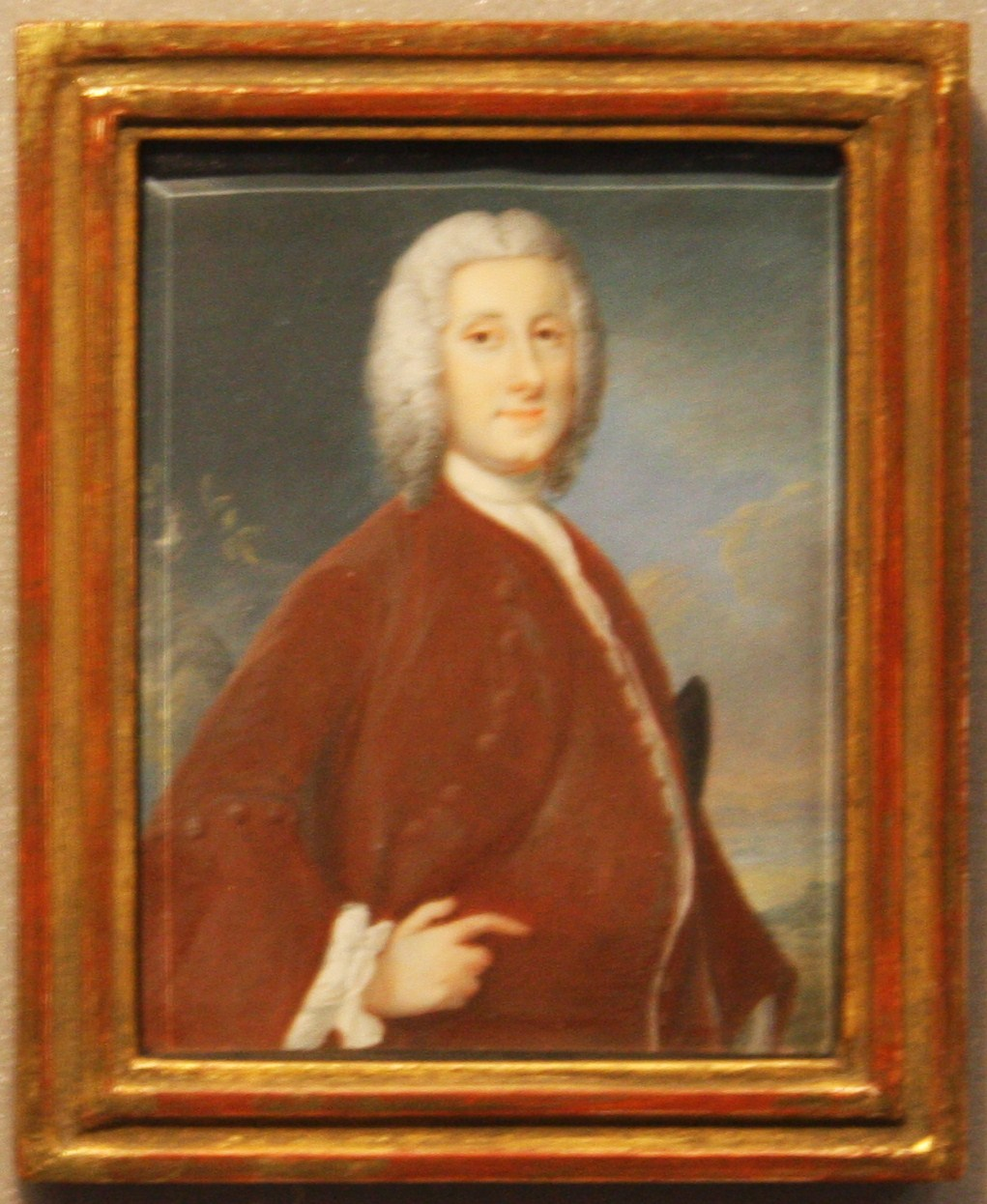
Christian Ludvig Holler (död 1769), landssekreterare. Nationalmuseum, Stockholm.

## Källa
- Jan Joachim Streng Strang, Konstnärslexikonett Amanda.